# Землетрус на Тайвані (2024)
Землетрус на Тайвані 3 квітня 2024 року став найсильнішим за 25 років після землетрусу 1999 року. Перші поштовхи зафіксовано о 7:58 (NST). Землетрус складався із серії поштовхів, магнітуда найсильнішого досягала 7,7. Епіцентр землетрусу знаходився на глибині 1,5 км у морі біля східного узбережжя острова поблизу міста Хуалянь.
Поштовхи відчувалися по всьому острову Тайвань. Після основного поштовху через чверть години були поштовхи магнітудою 6,6 і 6,3, також зафіксували до 60 афтершоків магнітудою від 4,1. Найсерйозніше постраждало місто Хуалянь, де завалилося декілька будівель. Без електроенергії залишилося понад 87 тисяч домогосподарств. Для рятувальних операцій влада залучила армію. 
Землетрус також відчувався у провінціях Фуцзянь та Цзянсі КНР, на півдні континентального Китаю зупинили рух поїздів. У японській префектурі Окінава, на узбережжі Китаю та Філіппін оголосили загрозу цунамі.
Станом на 6 квітня 2024 року, Центральне метеорологічне управління Тайваню зафіксувало 603 афтершоки, повторні підземні поштовхи, у тому числі 23 магнітудою 5,0 балів і вище. Повідомлено про загибель 16 людей і 1155 тих, хто зазнав поранень. Оперативним центром з ліквідації наслідків землетрусу повідомлялося, що ще 442 осіб були заблоковані в різних місцях і шестеро людей вважалися зниклими безвісти.
Найбільший у світі виробник напівпровідників TSMC оцінив збитки для компанії у $60 млн і зупинив деякі з заводів.